# Ceratozamia decumbens
Ceratozamia decumbens Vovides, S. Avendaño, Pérez-Farr. & González-Astorga, 2008 è una pianta appartenente alla famiglia delle Zamiaceae, endemica del Messico.

## Descrizione
L'epiteto specifico fa riferimento all'habitus degli esemplari maturi il cui fusto giace sul terreno, con l'apice rivolto verso l'alto, ricoperto dalle basi persistenti dei piccioloi foliari e da catafilli di colore bruno-rossastro.
Le foglie, da 2 a 6, sono pennate, di colore verde oliva, lunghe 70–150 cm, composte da 14-28 foglioline di consistenza coriacea, lanceolate, prive di venatura centrale, inserite su un rachide centrale lievemente arcuato.
I coni maschili e femminili sono cilindrici, eretti, di colore verde che vira verso il bruno a maturità, con sporofilli disposti a spirale lungo l'asse maggiore del cono. Quelli maschili sono lunghi 12–19 cm e di 2–3 cm di diametro, quelli femminili sono lunghi 10–11 cm e con diametro di 7.8 cm; sia gli sporofilli maschili che quelli femminili presentano all'apice due caratteristiche protuberanze cornee.
I semi sono ovoidali, ricoperti da un tegumento inizialmente biancastro, che diviene bruno a maturità.

## Distribuzione e habitat
La specie è endemica dello stato di Veracruz (Messico).
Cresce su terreni rocciosi nella foresta tropicale della Sierra Madre Orientale.

## Tassonomia
Ceratozamia decumbens fa parte del cosiddetto Ceratozamia latifolia species complex, un gruppo di specie con caratteristiche simili che comprende C. latifolia, C. microstrobila, C. huastecorum e  C. morettii.

## Conservazione
La specie è inserita nell'Appendice I della Convention on International Trade of Endangered Species (CITES).